# Керала Варма V
Сер Керала Варма V — індійський монарх, який правив Кочійським царством від 1888 до 1895 року.
За часів свого правління відвідав Бенарес, Гаю та Калькуту.